# José Rodríguez Elizondo
José Alejandro Vladimir Rodríguez Elizondo (Santiago, 10 de junio de 1936) es un reconocido abogado, diplomático e internacionalista chileno galardonado, en 2021, con el Premio Nacional de Ciencias Sociales y Humanidades de su país.  Asimismo, desempeñó funciones diplomáticas en Israel como embajador, donde fue partícipe de las negociaciones de paz entre el líder de los palestinos, Yasser Arafat, y ese Estado.
Durante la Unidad Popular (UP) (1970–1973), Elizondo trabajó para la Corporación de Fomento de la Producción (CORFO). Tras el Golpe de Estado de 1973, se exilió en la Alemania Comunista, de donde terminó escapando a la República Federal Alemana a mediados de la década de 1970. Tras ello, se radicó en su vecino país, Perú, donde trabajó en la revista Caretas junto a escritores de la talla de Mario Vargas Llosa, futuro Premio Nobel de Literatura (2010). En dicho país, vivió desde 1977 hasta 1986. Asimismo, y previo a retornar definitivamente a Chile, continuó su exilio en España desde 1986 hasta 1990.
En su país, ha cobrado notoriedad y relevancia a raíz de sus análisis sobre la relación cívico-militar existente en Chile, tema que tuvo una considerable difusión en 2018 cuando fue entrevistado en televisión por Tomás Mosciatti para CNN Chile. Asimismo, y tras ser Premio Nacional en 2021, volvió a cobrar relevancia de cara al plebiscito constitucional de salida de 2022, en base al que promovió la opción «Rechazo», lo cual principalmente fundamentó a partir de críticas al principio de plurinacionalidad propuesto por la Convención Constitucional.
Actualmente es director del Programa de Relaciones Internacionales de la Facultad de Derecho de la Universidad de Chile, donde ha ejercido como docente desde 1993. Asimismo, desde 2010 es profesor en la Academia de Guerra Naval de su país. Por otra parte, también es columnista en medios como El Líbero.

## Biografía

### Inicios
Nacido en el seno de una humilde familia de clase media, fue hijo de José Rodríguez Bertrand y Victoria Elizondo Bravo, ama de casa y dibujante de oficio. Respecto a su padre, Rodríguez Elizondo lo define como un «librepensador de izquierda», el cual no pudo completar su enseñanza media debido a que se vio obligado a trabajar desde niño. Asimismo, Elizondo también indica que su padre fue un «lector de libros profundos y un autodidacta respetable» que tenía «un ícono de Lenin en el escritorio y murió siendo masón».
En la década de los 40', inició sus estudios primarios en el católico Instituto Alonso de Ercilla, el que Elizondo recuerda como uno de «disciplina casi militar, muchísima oración y libreta de notas semanal». En dicho establecimiento, fue compañero de Andrés Zaldívar, con quien, recuerda, «tuve mi primer pugilato (...) hicimos rápido las paces y es un recuerdo que nos une hasta hoy, en especial ante nuestros nietos».
Hacia 1950, comenzó sus estudios secundarios en el Liceo de Aplicación, establecimiento en los que también los finalizó, y al que también recuerda como uno de «disciplina poca y transversalidad social mucha». Allí tuvo de profesores de historia al nacionalista Guillermo Izquierdo y al socialista Julio César Jobet. Igualmente, tuvo como profesor de gimnasia a Luis Tirado, entonces entrenador de la Selección de fútbol de Chile. Allí, uno de los profesores que más lo influyó fue el de la asignatura de dibujo, cuyo seudónimo era Lautaro Yankas, y quien lo motivó a seguir desarrollando sus caricaturas, habilidad derivada de las técnicas que poseía su madre.
Tras casi ser convencido de estudiar una ingeniería por parte de su profesor de matemáticas, Mario Dujisin, Elizondo finalmente optó por estudiar leyes en la Facultad de Derecho de la Universidad de Chile, donde ya estudiaba una prima suya. En dicha casa de estudios se desempeñó como ayudante en la cátedra de Derecho administrativo, cuyo profesor titular era quien terminase siendo un gran amigo suyo en la vida: Enrique Silva Cimma, también político del Partido Radical. 
Finalmente, en 1960, se tituló como Abogado y Licenciado en Ciencias Jurídicas y Sociales, ejerciendo labores profesionales como empleado fiscal de la Contraloría General de la República de Chile (1959−1970).

### Vida política y profesional: 1961–1973
En los años 60', Elizondo ingresó a militar en el Partido Comunista de Chile (PC), al que en esa época «se entraba por invitación». A su entrada, fue asignado a la Comisión de Cultura, la que «se relacionaba con los más grandes escritores y artistas de la época. Un microclima estimulante, más cercano a la lucha de ideas que a la lucha de clases. Por algo era “el partido de Neruda”». Asimismo, también sostiene que lo «apadrinaron comunistas secretos de la Contraloría y mi amigo, el periodista Elmo Catalán, entonces comunista», a lo que cierra diciendo que también sospecha que, en su apadrinamiento, influyeron Orlando Millas y Volodia Teitelboim. Sobre todos ellos, Elizondo especifica lo siguiente:

Esos panzers intelectuales apreciaban mi crítica a la ultraizquierda de la época y, en especial, mi tesis acerca de una revolución chilena sin ruptura del ordenamiento jurídico. Esa que Eduardo Novoa Monreal luego llamaría “vía legal al socialismo”.

En 1965, fue testigo presencial de la Guerra de Vietnam, donde inicialmente formó parte de una comisión de juristas que observaron el proceso. Aquel papel, le permitiría volver a dicho país para ahora operar como un corresponsal de guerra.
En 1970, Elizondo asegura haber vivido un punto de inflexión cuando el líder del PC, Luis Corvalán, le hizo una propuesta que lo «aproblemó», pues le solicitó renunciar a su trabajo en la Contraloría para dedicarse al partido a tiempo completo, lo cual rechazó. Pese a ello, Elizondo pudo avanzar en la jerarquía burocrática del Estado de Chile al desempeñarse como fiscal de la Corfo, donde también fue vicepresidente subrogante en sus años de servicio. En dicho organismo estuvo en constante contacto con el presidente Salvador Allende, quien le asignó procesar institucionalmente la estatización de la banca privada nacional.

### Años en el exilio: 1973–1990

#### Alemania Oriental: 1974–1976
Tras el Golpe de Estado de septiembre de 1973, huyó a Lima gracias a su esposa, Maricruz Gómez, cuya familia –en su momento– se había exiliado en Chile debido a la dictadura de Manuel Odría. Pese a ello, Elizondo sostiene que llegó en un mal momento al país incásico, ya que según «rumores calificados, el general Juan Velasco Alvarado preparaba la recuperación de Arica», lo que, nuevamente en sus palabras, hacía que los chilenos inmigrantes no fuesen «oportunos», inclusive el entonces embajador de Allende, Luis Jerez Ramírez.
Habiendo estado radicado solo un par de meses en Perú –donde, dice él, «tuvimos casa y comida, pero no trabajo»–, Elizondo logró concretar movimientos efectivos para asentarse en la Alemania Oriental luego de conseguir una invitación formal de la Universidad de Leipzig, misiva que estuvo gestionada por su amigo y agregado científico de la RDA en Chile, Eberhard Hackethal, quien además «hizo los arreglos pertinentes, incluyendo pasajes con una organización de la ONU». Asimismo, Elizondo agrega:

«Lo que no preví es que yo no llegaría como académico individualizable, sino en la bolsa de exiliados cuyo destino dependería de los dirigentes políticos chilenos y alemanes. Menos preví que la onda de estos sería ideológica: querían “proletarizarnos” a todos. Debí invocar mi invitación directa y mis calificaciones, para justificar mi anticlimático rechazo a convertirme en obrero. Así pude llegar a la Universidad, junto con cuatro militantes de buen nivel intelectual, bajo la férula de un militante comisario».

En sus siguientes años en la RDA, es decir, entre 1974 y 1976, vivió estrictamente vigilado por la Stasi, al igual que toda la población de ese Estado. Sin embargo, Elizondo pudo sortear esos obstáculos para así poder acceder a noticias del mundo occidental, las que estaban prohibidas y eran reemplazadas por la publicación de las directrices del partido único, el Partido Socialista Unificado de Alemania. Así, y frente a su creciente desilusión del campo socialista, se comenzó a acercar estratégicamente a las correspondencias de la embajada de la RDA, donde pudo entablar contactos con agentes de España, Suiza y el propio Perú, país que ya no estaba gobernado por Velasco. Igualmente, fue gracias a un emisario de este último país –quien era amigo del suegro de Elizondo– por medio del que logró escapar de la RDA, lo que consiguió gracias a la emisión de un pasaporte peruano para su esposa, Maricruz, y para su hija nacida en Leipzig, ante lo que Elizondo también obtuvo una visa peruana e incluso un pasaporte chileno debido a la amistad que el emisario tenía con el cónsul de Chile en la Alemania Occidental.
Toda esta triangulación de documentos fue interceptada por la Stasi, lo que colocó en una situación sumamente comprometedora a Elizondo y su familia, pues las autoridades lo obligaron a presentar una queja formal ante «el gobierno de Honecker, con copia al jefe local del PC chileno, a Clodomiro Almeyda, jefe del colectivo chileno del exilio y a nuestro protector peruano». A ello, Elizondo agrega que: «Cuando un dirigente comunista me pidió, amablemente, que retirara esa carta, comprendí que nuestro plan empezaba a convertirse en una fuga negociada», lo que se terminó consumando mediante una compensación económica por parte del propio Elizondo. De igual manera, y previo a su ida, agrega que «Solo el profesor Kossok, desafiante, se atrevió a darnos un despoblado almuerzo de despedida, en el casino de la Universidad. En su brindis me dijo algo enigmático, muy propio de su sutileza: “Yo no te habría dado permiso para irte”».

#### Perú: 1977–1986
A su llegada a Perú, destaca haber arribado en un momento inédito, pues se dio en momentos en que el dictador Francisco Morales Bermúdez iniciaba una transición a la democracia que culminó con un proceso constituyente en 1978. Igualmente, recalca haber tenido una rápida estabilización laboral tras haber realizado varios trabajos ocasionales o «cachuelos», con los que, asegura, pudo financiar el nacimiento de su hijo, Sebastián. Asimismo, mientras Elizondo se desempeñó como periodista en la revista Caretas y comentarista del Canal 9, su esposa –Maricruz– fue ejecutiva de la Escuela de Negocios ESAN, conjunción que les permitió una estabilidad mientras vivieron en dicho país. 
Pese a ello, Elizondo afirma que hubo agentes secretos del general Manuel Contreras que buscaron sabotearlo al decir que era un «comunista peligroso», lo que no tuvo efecto en los medios laborales en los que trabajó dada su buena relación con los embajadores Francisco Bulnes Sanfuentes y José Miguel Barros, último a quien define como gran amigo. Hasta 1986, principalmente se desempeñó como «periodista de trinchera» cubriendo guerras en Centroamérica, entrevistando a líderes políticos, religiosos y diplomáticos, y a distintos premios Nobel. De igual modo, durante su estancia en el país incásico, trabajó bajo el alero del connotado periodista peruano, Enrique Zileri.
Su estancia en su vecino país llegaría a su fin cuando el Secretario General de la ONU, el peruano Javier Pérez de Cuéllar, le ofreció dirigir un centro de información que estaba estableciendo en España, oferta que Elizondo calificó de irrechazable, lo que Zileri recalcó diciéndole que le van a pagar para que no escriba.

#### España: 1986−1990
En el país hispánico, Elizondo fue contratado por cuatro años en el centro de informaciones de la ONU, el cual fue el primero en establecerse en dicho país. Durante este tramo, mantuvo estrechos vínculos con la Universidad de Salamanca por medio de su rector, Julio Fermoso, quien reconocía su labor periodística y docente.
Previo a su estancia de cuatro años, Elizondo ya estuvo en España hacia 1984, año en que recibió el Premio Rey de España por su labor periodística, galardón que le fue entregado por Juan Carlos I de España.
Su paso por este país principalmente estuvo remitido a las funciones que desempeñó en el centro de informaciones. Asimismo, y sabiendo del proceso de transición que iniciaba Chile tras el triunfo del «No» en el Plebiscito de 1988, no tuvo originalmente pensado el volver debido a las incertezas que le producía su estatus de exonerado político. Pese a ello, finalmente volvería a su país en 1990 tras haber finalizado su contrato con el centro.

### Retorno a Chile y funciones diplomáticas: Años 90'
Retornada la democracia en su país, el presidente electo, Patricio Aylwin, designó como ministro de relaciones exteriores a Silva Cimma, quien también fue personalmente cercano a Aylwin durante sus años como profesor en la Universidad de Chile. De ese modo, el viejo maestro de Elizondo lo invitó a formar parte del directorio de informaciones y cultura de la cancillería, trabajo que aceptó y del que opina que fue «otra experiencia notable, que me permitió conocer la política exterior chilena por dentro, con sus fortalezas y debilidades».
Por otra parte, en 1993 pudo volver a dictar la cátedra de Relaciones Internacionales en su alma mater gracias a las gestiones de su amigo Jaime Williams, quien consiguió que el rector Mario Mosquera lo convocara para restituir su cátedra perdida.
Años más tarde, Elizondo sería designado como embajador de Chile en Israel, país donde cultivó muy buenas relaciones con Shimón Peres, y donde también participó en negociaciones palestino-israelíes como agente internacional neutral, contexto en el que también coincidió con Yasser Arafat. Asimismo, un último hito de importancia que experimentó en tal país fue la visita del Papa Juan Pablo II en el año 2000, fecha en que finalizó sus funciones como embajador en ese país.

### Madurez académica:sigloXXI
Entre 2002 y 2006, se dedicó a la investigación y publicación de obras que trataban sobre el desarrollo de Chile y las relaciones internacionales que su país sostenía con Perú, en ese entonces gobernado por el presidente Alejandro Toledo (2001–2006), quien tuvo importantes discrepancias con el mandatario chileno, Ricardo Lagos, debido a disputas limítrofes marítimas que, más tarde, terminarían culminando en el Fallo de la Corte de La Haya de 2014 favorable al país incásico.
En 2007, fue reconocido como uno de los mejores docentes de pregrado de la Universidad de Chile junto a otros colegas de facultad y de otras carreras.
En 2017, se vio envuelto en una polémica mediática con Davor Harasic, entonces rector de la Universidad de Chile que compitiera en las elecciones por el cargo frente a la esposa de Elizondo, Maricruz, quien obtuvo un 23% de las preferencias. Concretamente, Harasic fue acusado de cerrar arbitrariamente el programa de relaciones internacionales de la universidad. Sin embargo, este último se defendió señalando que no hubo un cierre de programa propiamente tal, sino su traslado al Departamento de Derecho Internacional, agregando que: «El profesor Rodríguez Elizondo continuará desarrollando las actividades que llevaba a cabo el 'programa'. Lo anterior potencia la materia, pues le permite desarrollarse con el aporte de todos los profesores adscritos a un departamento y no solo a una o dos personas».
En junio de 2018, Elizondo cobró mayor notoriedad a raíz del lanzamiento de su libro «Historia de la relación civil-militar en Chile», el cual fue comentado en una entrevista televisada que tuvo con Tomás Mosciatti para CNN Chile, cuyo archivo del vídeo en YouTube supera las 200.000 visitas. Igualmente, la cuña que más destacó de dicha reproducción fue «los militares deben estar informados como analistas políticos, no como militantes políticos», a lo que también resalta que la obra abarca la correlación que los militares han tenido desde Eduardo Frei Montalva hasta Michelle Bachelet, lo que, por cierto, corresponde a la bajada de título.
El 11 de junio de 2021, recibió el apoyo de los exministros, Soledad Alvear y Alejandro Foxley, para ser candidato a Premio Nacional de Ciencias Sociales y Humanidades.
El 25 de febrero de 2022, figuró dentro de los signatarios en pro del entonces movimiento Amarillos por Chile, el cual se constituyó como partido el 23 de septiembre, a 19 días del triunfo del «Rechazo» en el Plebiscito constitucional de 2022, donde Elizondo tomó partido por la anterior opción.

## Obras
- Protección Jurisdiccional de los administrados. Editorial Jurídica de Chile, Santiago, 1961.
- Teoría Secreta de la Democracia Invisible. Editorial Orbe, Buenos Aires, 1968.
- Vietnam: testimonio y análisis. Editorial Orbe, Buenos Aires, 1968.
- Mitología de la ultraizquierda. Editorial Austral, Santiago, 1971.
- Introducción al fascismo chileno. Editorial Ayuso, México, 1976.
- La crisis de las izquierdas en América Latina. Instituto de Cooperación Iberoamericana y Editorial Nueva Sociedad. Coedición, Caracas-Madrid, 1990.
- La ONU en España. Ed. Universidad de Salamanca, 1991.
- Vargas Llosa: Historia de un doble parricidio. Editorial La Noria, 1993.
- Crisis y renovación de las izquierdas. De la revolución cubana a Chiapas pasando por el caso de Chile. Ed. Andrés Bello, 1995.
- La ley es más fuerte. Civiles y militares chilenos a la luz de un proceso histórico. Grupo Editorial Zeta, 1995.
- El Neruda que yo conocí. Editorial Aurora, Israel, 2000 (ed. Bilingüe).
- El Papa y sus hermanos judíos. Editorial Andrés Bello, 2000.
- Chile: un caso de subdesarrollo exitoso. Editorial Andrés Bello, 2002.
- Chile-Perú: El siglo que vivimos en peligro. Editorial La Tercera Mondadori, 2004.
- Las crisis vecinales del gobierno de Lagos. Editorial Random House Mondadori, 2006.
- Su primer desnudo y otros cuentos de humor y de asombro. Editorial Radio Universidad de Chile, 2007
- De Charaña a La Haya. Editorial La Tercera, 2009.
- Temas para después de la Haya, Editorial Planeta, 2010
- Guerra de las Malvinas. Noticia en desarrollo 1982–2012. El Mercurio Aguilar, 2012.
- Historia de dos demandas: Perú y Bolivia contra Chile. El Mercurio Aguilar, 2014.
- El mundo también existe: las últimas dos décadas del planeta, Chile incluido. RIL Editores, 2014.
- Todo sobre Bolivia. Ediciones El Mercurio, 2016.
- Selección De Realidad Y Perspectivas. RIL Editores, 2017.
- Historia de la relación civil-militar en Chile, 2018.
- El día que me mataron. Catalonia, 2019